# Fryderyk Pobożny
Fryderyk Pobożny (niem. Friedrich der Fromme; ur. ok. 1400, zm. 9 marca 1478 w Celle) – książę Lüneburga od 1434 do 1441 r. wraz z bratem Ottonem Kulawym oraz od 1446 do 1457 r. z dynastii Welfów.

## Życiorys
Fryderyk był młodszym synem księcia Brunszwiku i Lüneburga Bernarda I oraz Małgorzaty, córki elektora saskiego Wacława. Tron w Lüneburgu objął po śmierci ojca wraz ze starszym bratem Ottonem Kulawym. W 1441 r. zawarł układ z bratem, zgodnie z którym oddał mu rządy w Lüneburgu (zgoda Fryderyka była niezbędna tylko do istotnych czynności jak np. sprzedaż części księstwa). Sam Fryderyk otrzymał natomiast uposażenie pieniężne.
Po śmierci brata Ottona w 1446 r. objął samodzielne rządy w księstwie. Odznaczał się dużą pobożnością (stąd pochodzi jego przydomek, był m.in. z pielgrzymką w Rzymie oraz dokonywał fundacji sakralnych w swym księstwie) i ostatecznie, w 1457 r. zdecydował się odstąpić rządy w księstwie swemu najstarszemu synowi Bernardowi, a samemu usunąć się do klasztoru franciszkanów.
Od życia monastycznego oderwany został w 1471 r., gdy zmarł drugi z jego synów Otto (Bernard zmarł już wcześniej, w 1464 r.). Formalnym władcą księstwo został wówczas zaledwie trzyletni wnuk Fryderyka (syn Ottona) Henryk i Fryderyk został wezwany do objęcia rządów w jego zastępstwie. Powrócił wówczas do Celle i rządził faktycznie księstwem Lüneburga do swej śmierci w 1478 r.

## Życie prywatne
Fryderyk był żonaty z Magdaleną, córką Fryderyka I, pierwszego margrabiego Brandenburgii z dynastii Hohenzollernów. Z małżeństwa tego pochodziło troje dzieci:
- Bernard II, książę Lüneburga, zmarły w 1464 r.,
- Otto II, książę Lüneburga, zmarły w 1471 r.,
- Małgorzata, żona księcia Meklemburgii Henryka, zmarła w 1512 r.